# Umberto Valverde
Umberto Valverde Rojas (Cali, 3 de junio de 1947-Cali, 23 de septiembre de 2024) fue un escritor, periodista y mitógrafo colombiano. 
Fue habitual animador de la vida cultural de Cali y participó de diversas colectividades literarias y periodísticas de trascendencia local.

## Labor periodística
Fue director de las revistas América (del América de Cali) y Trailer  (especializada en cine) y del semanario La Palabra de la Universidad del Valle. También ejerció la jefatura de redacción de la revista Libros.

## Labor literaria
Su obra giró fundamentalmente en torno a la vida en los barrios populares de Cali, la cultura popular y la influencia de la mafia en la historia local reciente de la ciudad.

## Guionista
Escribió el guion de argumentales del cineasta caleño Carlos Mayolo como Una experiencia (1971), Rodillanegra (1976) y Aquél 19 (1985).

## Obra publicada
Cuento
- Bomba Camará, 1972
- En busca de tu nombre, 1976

Novela
- Celia Cruz reina rumba, 1981
- Quítate de la vía Perico , 2001

Ensayo
- Tres vías a la revolución, 1973
- Reportaje crítico al cine colombiano, 1978

Crónica, periodismo y otros textos de no ficción
- La máquina, 1992
- Abran paso: historias de las orquestas femeninas de Cali, 1995
- Memoria de la Sonora Matancera, 1997
- Con la música adentro, 2007
- Jairo Varela: que todo el mundo te cante, 2012
- América. El regreso de un grande, 2017